# Căile ferate imperiale austriece
Căile ferate de stat cezaro-crăiești (germană Kaiserlich-königliche österreichische Staatsbahnen sau k. k. österreichische Staatsbahnen sau k.k. Staatsbahnen, prescurtat kkStB) era compania căilor ferate de stat din partea austriacă („cisleithanică“) a Austro-Ungariei. 

## Istorie

### Căile ferate naționalizate
Printre cele mai importane companii de cale ferată naționalizate se numără:
- Böhmische Commercialbahnen (BCB)
- Böhmische Nordbahn (BNB)
- Böhmische Westbahn (BWB)
- Bozen-Meraner Bahn (BMB)
- Bukowinaer Lokalbahnen (BLB)
- Dniester Bahn (DB)
- Dux-Bodenbacher Eisenbahn (DBE)
- Eisenbahn Pilsen-Priesen-Komotau (EPPK)
- Erzherzog Albrecht-Bahn (EAB)
- Galizische Carl Ludwig-Bahn (CLB)
- Kaiser Ferdinands-Nordbahn (KFNB)
- Kaiser Franz Joseph-Orientbahn (KFJOB)
- Kaiser Franz Joseph-Bahn (KFJB)
- Kaiserin Elisabeth-Bahn (KEB)
- Kronprinz Rudolf-Bahn (KRB)
- Kremstalbahn (KTB)
- Mährisch-Schlesische Centralbahn (MSCB)
- Mährische Grenzbahn (MGB)
- Mühlkreisbahn
- Niederösterreichische Südwestbahnen (NÖSWB)
- Österreichische Lokal-Eisenbahn-Gesellschaft (ÖLEG)
- Österreichische Nordwestbahn (ÖNWB)
- Prag-Duxer Eisenbahn (PDE)
- Staats-Eisenbahn-Gesellschaft (StEG)
- Vorarlberger Bahn (VB)

## Sfârșitul k.k. Staatsbahnen
După sfârșitul Primului Război Mondial, căile ferate și materialul rulant al kkStB a fost împărțite începând cu noiembrie 1918 statelor succesoare: Austria Germană, Cehoslovacia, Polonia, Italia, România Mare și Regatului sârbilor, croaților și slovenilor (din 1929 Regatul Iugoslaviei). kkStB s-a descompus în următoarele companii de stat:
- Austria: din 21 noiembrie 1919 Österreichische Staatsbahnen (ÖStB), din 19 iulie 1923 Österreichische Bundesbahnen (ÖBB)
- Polonia: Polskie Koleje Państwowe (PKP)
- Cehoslovacia: Československé státní dráhy (ČSD)
- Iugoslavia: Jugoslovenske državne železnice (JDŽ)
- Italia: Ferrovie dello Stato (FS)
- România: Căile Ferate Române (CFR)